# جبل بروكباك (فلم)
جبل بروكباك (بالإنجليزية: Brokeback Mountain) فيلم أمريكي- كندي رومنسي أخرجه أنج لي عام 2005، نص الفيلم مقتبس من القصة القصيرة جبل بروكباك لآني برولكس، قام بأداء الأدوار الرئيسية في الفيلم النجوم: هيث ليدجر وجيك جيلنهال وآن هاثاواي وميشيل ويليامز وراندي كوايد، يصوّر الفيلم علاقة رومانسيّة وجنسيّة معقّدة بين رجلين في الغرب الأمريكي.
رشّح فيلم جبل بروكباك لثمانية جوائز أوسكار في الدورة الثامنة والسبعين أي أكثر من أي فيلم آخر في تلك الدورة، فاز بثلاث منها: أفضل موسيقى تصويرية وأفضل مخرج وأفضل نص سينمائي مقتبس، كما حاز الفيلم على جائزة الأسد الذهبي في مهرجان البندقية السينمائي، كما نال جائزة أفضل فيلم وأفضل مخرج من الأكاديمية البريطانية لفنون الفيلم والتلفزيون، وعدّة جوائز غولدن غلوب وغيرها، يصنّف فيلم جبل البروكباك كأحد أكثر عشرة أفلام رومنسيّة تحقيقاً للإيراد على الإطلاق.

## الممثلين
- هيث ليدجر بدور إنيس ديل
- جيك جيلنهال بدور جاك سويفت
- راندي كوايد بدور جوي أجيور
- ميشيل ويليامز ألما بييرز ديل مار
- آن هاثاواي بدور لورين نيوسوم
- ليندا كارديليني بدور كايسي كارترايت
- آنا فاريس بدور لاشوان مالون
- دايفيد هاربور بدور راندال مالون
- بيتر مكروبيي بدور جون تويست
- روبيرتا ماكسويل بدور السيّدة تويست
- كايت مارا بدور ألما ديل مار الصغيرة

## روابط خارجية
- جبل بروكباك على موقع IMDb (الإنجليزية)
- جبل بروكباك على موقع ميتاكريتيك (الإنجليزية)
- جبل بروكباك على موقع الموسوعة البريطانية (الإنجليزية)
- جبل بروكباك على موقع روتن توميتوز (الإنجليزية)
- جبل بروكباك على موقع نتفليكس (الإنجليزية)
- جبل بروكباك على موقع قاعدة بيانات الأفلام العربية
- جبل بروكباك على موقع ألو سيني (الفرنسية)
- جبل بروكباك على موقع Turner Classic Movies (الإنجليزية)
- جبل بروكباك على موقع أول موفي (الإنجليزية)
- جبل بروكباك على موقع بوكس أوفيس موجو (الإنجليزية)